# Dinoseris
Dinoseris é um género botânico pertencente à família Asteraceae.